# Paralcis distanticlara
Paralcis distanticlara är en fjärilsart som beskrevs av Louis Beethoven Prout 1916. Paralcis distanticlara ingår i släktet Paralcis och familjen mätare. Inga underarter finns listade i Catalogue of Life.